# خانه شیخ باقرعربشاهی
خانه شیخ باقرعربشاهی مربوط به اواخر دوره قاجار است و در کهک، بافت قدیم شهر واقع شده و این اثر در تاریخ ۱۶ شهریور ۱۳۸۳ با شمارهٔ ثبت ۱۱۱۰۱ به‌عنوان یکی از آثار ملی ایران به ثبت رسیده است.